# Nicolaas I van Tecklenburg
Nicolaas I van Tecklenburg (overleden in 1367) was van 1328 tot 1367 graaf van Tecklenburg en van 1357 tot 1358 onder de naam Nicolaas of Niklot III de laatste graaf van Schwerin.

## Levensloop
Nicolaas was de tweede zoon van graaf Günzel VI van Schwerin en diens gemalin Richardis van Tecklenburg, dochter van graaf Otto IV van Tecklenburg. 
Met de dood van zijn oom Otto V stierf in 1328 de linie van de graven van Tecklenburg uit het huis Bentheim-Tecklenburg uit. Otto had in 1326 aan het graafschap Tecklenburg en de bijhorende bezittingen verzaakt ten gunste van zijn vader Günzel VI. Omdat zijn vader reeds in 1327 stierf, kreeg Nicolaas in 1328 de erfenis van Otto V. Hij stichtte hierbij de linie Tecklenburg-Schwerin. 
De nog minderjarige Nicolaas werd tot in 1330 onder het regentschap van Adolf van der Mark geplaatst. Toen hij zelfstandig begon te regeren, werd hij als buitenstaander aanvankelijk gewantrouwd. Nicolaas kon zich echter bewijzen als capabel vorst. Zo bestreed hij ridder Hermann von Cappel, die zonder grafelijke toestemming een burcht had gebouwd. Ook vocht hij tegen de Friezen en ondernam hij oorlogs- en veroveringstochten, waardoor hij vele vijanden maakte. 
In 1333 sloot Nicolaas samen met bisschop Lodewijk II van Münster, graaf Adolf II van der Mark, graaf Bernhard van Ravensberg en heren Simon I en Otto van Lippe een alliantie tegen het adelgeslacht Korff, met als doel hun nieuwe burcht Harkotten te vernietigen en om de bouw van andere kastelen in het district Warendorf tegen te houden. Ook verwierf hij in 1335 het district Hümmling. Ook kregen Nicolaas en zijn nakomelingen van keizer Lodewijk de Beier de titel van vrijgraaf verleend. 
Tussen 1348 en 1352 werd het graafschap Tecklenburg zwaar getroffen door de pest. Ook verloor hij in 1350 enige gebieden aan het prinsbisdom Osnabrück. In 1354 nam Nicolaas het slot Iburg van de prins-bisschop van Osnabrück in, dat hij uiteindelijk na geldbetalingen teruggaf. Eveneens in die periode kon hij zijn invloed in het graafschap Ravensberg en de heerlijkheid Rheda vergroten. In 1365 kwam de heerlijkheid Rheda onder de volledige controle van Tecklenburg.
Nadat zijn broer Otto I in 1357 zonder mannelijke nakomelingen stierf, volgde Nicolaas hem op als graaf van Schwerin. Met de toestemming van zijn zoon Otto VI verkocht hij in 1358 dit graafschap aan hertog Albrecht II van Mecklenburg. Hij gebruikte het geld dat hieruit voortkwam voor de landsopbouw van Tecklenburg verder te zetten en vestingwerken aan te leggen. Nadat hij in 1360 rooftochten had ondernomen in de gebieden van de bisschop van Münster, werd in 1364 door paus Urbanus V geëxcommuniceerd. Pas na zijn dood werd hij van zijn excommunicatie ontheven. In 1366 schonk hij stadsrechten aan Bevergern. Mogelijkerwijze schonk hij in dezelfde periode stadsrechten aan Tecklenburg, maar dit is niet zeker aangezien dit pas sinds 1388 documentair nawijsbaar is. Via stadsrechtverleningen probeerde hij de landsopbouw verder te zetten. Het was echter ook een maatregel tegen de groeiende invloed van de ridders, die vanaf 1355 het recht om zelf belastingen te heffen opeisten.   

## Huwelijk en nakomelingen
Nicolaas huwde met Helena, dochter van graaf Otto van Oldenburg-Wildeshausen-Altbruchhausen. Ze kregen volgende kinderen:
- Otto VI (overleden in 1388), graaf van Tecklenburg
- Richardis, huwde met graaf Otto III van Oldenburg-Dolmenhorst